# Svetovno prvenstvo v hokeju na ledu 1937
Svetovno prvenstvo v hokeju na ledu 1937 je bilo enajsto Svetovno prvenstvo v hokeju na ledu. Potekalo je med 17. in 27. februarjem 1937 v Londonu, Anglija. Zlato medaljo je osvojila kanadska reprezentanca, srebrno britanska], bronasto pa švicarska, v konkurenci enajstih reprezentanc. 

## Dobitniki medalj
| Zlato | Srebro | Bron |
| KanadaKenneth Campbell William Burnett Harry Robertson Ralph Redding Frederick Botterill George Goble Paul Kozak George Wilson Thomas Almack James Kemp Douglas Keiver Hugo Mackie Eric Hornquist | Združeno kraljestvoJames Foster Gordon Dailley Carl Erhardt John Davey Alexander Archer James Chappell John Coward Edgar Brenchley J. Anderson Goldie J. Kelly P. McPhail N. McQuade Archibald Stinchcombe | ŠvicaArnold Hirtz Albert Künzler Christian Badrutt Franz Geromini Ferdinand Cattini Hans Cattini Max Keller Charles Kessler Herbert Kessler Heini Lohrer Beat Rüedi Richard Torriani Albert Geromini |

## Tekme
*-po podaljšku, **-po dveh podaljških, ***-po treh podaljških.

### Prvi krog
Najboljših osem reprezentanc iz vseh treh skupin je napredovalo v drugi krog.

#### Skupina A
| 17. februar 1937 | Madžarska | 4:0 | Romunija | London, Anglija |

| Poročilo tekme      | Poročilo tekme | Poročilo tekme | Poročilo tekme | Poročilo tekme |
| ------------------- | -------------- | -------------- | -------------- | -------------- |
| Začetek: ni podatka |                |                |                |                |

| 17. februar 1937 | Združeno kraljestvo | 6:0 | Nemčija | London, Anglija |

| Poročilo tekme      | Poročilo tekme | Poročilo tekme | Poročilo tekme | Poročilo tekme |
| ------------------- | -------------- | -------------- | -------------- | -------------- |
| Začetek: ni podatka |                |                |                |                |

| 18. februar 1937 | Nemčija | 4:2 | Romunija | London, Anglija |

| Poročilo tekme      | Poročilo tekme | Poročilo tekme | Poročilo tekme | Poročilo tekme |
| ------------------- | -------------- | -------------- | -------------- | -------------- |
| Začetek: ni podatka |                |                |                |                |

| 18. februar 1937 | Združeno kraljestvo | 7:0 | Madžarska | London, Anglija |

| Poročilo tekme      | Poročilo tekme | Poročilo tekme | Poročilo tekme | Poročilo tekme |
| ------------------- | -------------- | -------------- | -------------- | -------------- |
| Začetek: ni podatka |                |                |                |                |

| 19. februar 1937 | Nemčija | 2:2 | Madžarska | London, Anglija |

| Poročilo tekme      | Poročilo tekme | Poročilo tekme | Poročilo tekme | Poročilo tekme |
| ------------------- | -------------- | -------------- | -------------- | -------------- |
| Začetek: ni podatka |                |                |                |                |

| 19. februar 1937 | Združeno kraljestvo | 11:0 | Romunija | London, Anglija |

| Poročilo tekme      | Poročilo tekme | Poročilo tekme | Poročilo tekme | Poročilo tekme |
| ------------------- | -------------- | -------------- | -------------- | -------------- |
| Začetek: ni podatka |                |                |                |                |

##### Lestvica
OT-odigrane tekme, z-zmage, n-neodločeni izidi, P-porazi, DG-doseženo goli, PG-prejeti goli, GR-gol razlika, T-točke.
| # | Reprezentanca       | OT | Z | N | P | DG | PG | GR  | T |
| - | ------------------- | -- | - | - | - | -- | -- | --- | - |
| 1 | Združeno kraljestvo | 3  | 3 | 0 | 0 | 24 | 0  | +24 | 6 |
| 2 | Nemčija             | 3  | 1 | 1 | 1 | 6  | 10 | -4  | 3 |
| - | Madžarska           | 3  | 1 | 1 | 1 | 6  | 10 | -4  | 3 |
| 4 | Romunija            | 3  | 0 | 0 | 3 | 3  | 19 | -16 | 0 |

#### Skupina B
| 17. februar 1937 | Češkoslovaška | 7:0 | Norveška | London, Anglija |

| Poročilo tekme      | Poročilo tekme | Poročilo tekme | Poročilo tekme | Poročilo tekme |
| ------------------- | -------------- | -------------- | -------------- | -------------- |
| Začetek: ni podatka |                |                |                |                |

| 18. februar 1937 | Švica | 13:2 | Norveška | London, Anglija |

| Poročilo tekme      | Poročilo tekme | Poročilo tekme | Poročilo tekme | Poročilo tekme |
| ------------------- | -------------- | -------------- | -------------- | -------------- |
| Začetek: ni podatka |                |                |                |                |

| 19. februar 1937 | Švica | 2:2 | Češkoslovaška | London, Anglija |

| Poročilo tekme      | Poročilo tekme | Poročilo tekme | Poročilo tekme | Poročilo tekme |
| ------------------- | -------------- | -------------- | -------------- | -------------- |
| Začetek: ni podatka |                |                |                |                |

##### Lestvica
OT-odigrane tekme, z-zmage, n-neodločeni izidi, P-porazi, DG-doseženo goli, PG-prejeti goli, GR-gol razlika, T-točke.
| # | Reprezentanca | OT | Z | N | P | DG | PG | GR  | T |
| - | ------------- | -- | - | - | - | -- | -- | --- | - |
| 1 | Švica         | 2  | 1 | 1 | 0 | 15 | 4  | +11 | 3 |
| 2 | Češkoslovaška | 2  | 1 | 1 | 0 | 9  | 2  | +7  | 3 |
| 3 | Norveška      | 2  | 0 | 0 | 2 | 2  | 20 | -18 | 0 |

#### Skupina C
| 17. februar 1937 | Poljska | 3:0 | Švedska | London, Anglija |

| Poročilo tekme      | Poročilo tekme | Poročilo tekme | Poročilo tekme | Poročilo tekme |
| ------------------- | -------------- | -------------- | -------------- | -------------- |
| Začetek: ni podatka |                |                |                |                |

| 17. februar 1937 | Kanada | 12:0 | Francija | London, Anglija |

| Poročilo tekme      | Poročilo tekme | Poročilo tekme | Poročilo tekme | Poročilo tekme |
| ------------------- | -------------- | -------------- | -------------- | -------------- |
| Začetek: ni podatka |                |                |                |                |

| 18. februar 1937 | Francija | 2:1 | Švedska | London, Anglija |

| Poročilo tekme      | Poročilo tekme | Poročilo tekme | Poročilo tekme | Poročilo tekme |
| ------------------- | -------------- | -------------- | -------------- | -------------- |
| Začetek: ni podatka |                |                |                |                |

| 18. februar 1937 | Kanada | 8:2 | Poljska | London, Anglija |

| Poročilo tekme      | Poročilo tekme | Poročilo tekme | Poročilo tekme | Poročilo tekme |
| ------------------- | -------------- | -------------- | -------------- | -------------- |
| Začetek: ni podatka |                |                |                |                |

| 19. februar 1937 | Poljska | 7:1 | Francija | London, Anglija |

| Poročilo tekme      | Poročilo tekme | Poročilo tekme | Poročilo tekme | Poročilo tekme |
| ------------------- | -------------- | -------------- | -------------- | -------------- |
| Začetek: ni podatka |                |                |                |                |

| 19. februar 1937 | Kanada | 9:0 | Švedska | London, Anglija |

| Poročilo tekme      | Poročilo tekme | Poročilo tekme | Poročilo tekme | Poročilo tekme |
| ------------------- | -------------- | -------------- | -------------- | -------------- |
| Začetek: ni podatka |                |                |                |                |

##### Lestvica
OT-odigrane tekme, z-zmage, n-neodločeni izidi, P-porazi, DG-doseženo goli, PG-prejeti goli, GR-gol razlika, T-točke.
| # | Reprezentanca | OT | Z | N | P | DG | PG | GR  | T |
| - | ------------- | -- | - | - | - | -- | -- | --- | - |
| 1 | Kanada        | 3  | 3 | 0 | 0 | 29 | 2  | +27 | 6 |
| 2 | Poljska       | 3  | 2 | 0 | 1 | 12 | 9  | +3  | 4 |
| 3 | Francija      | 3  | 1 | 0 | 2 | 3  | 20 | -17 | 2 |
| 4 | Švedska       | 3  | 0 | 0 | 3 | 1  | 14 | -13 | 0 |

### Drugi krog
Prvo in drugouvrščene reprezentance iz obeh skupin so napredovale v boj za 1. do 4. mesto, ostale v boj za 5. do 8. mesto.

#### Skupina D
| 20. februar 1937 | Nemčija | 5:0 | Francija | London, Anglija |

| Poročilo tekme      | Poročilo tekme | Poročilo tekme | Poročilo tekme | Poročilo tekme |
| ------------------- | -------------- | -------------- | -------------- | -------------- |
| Začetek: ni podatka |                |                |                |                |

| 20. februar 1937 | Kanada | 3:0 | Češkoslovaška | London, Anglija |

| Poročilo tekme      | Poročilo tekme | Poročilo tekme | Poročilo tekme | Poročilo tekme |
| ------------------- | -------------- | -------------- | -------------- | -------------- |
| Začetek: ni podatka |                |                |                |                |

| 21. februar 1937 | Češkoslovaška | 8:1 | Francija | London, Anglija |

| Poročilo tekme      | Poročilo tekme | Poročilo tekme | Poročilo tekme | Poročilo tekme |
| ------------------- | -------------- | -------------- | -------------- | -------------- |
| Začetek: ni podatka |                |                |                |                |

| 21. februar 1937 | Kanada | 5:0 | Nemčija | London, Anglija |

| Poročilo tekme      | Poročilo tekme | Poročilo tekme | Poročilo tekme | Poročilo tekme |
| ------------------- | -------------- | -------------- | -------------- | -------------- |
| Začetek: ni podatka |                |                |                |                |

| 22. februar 1937 | Nemčija | 2:1* | Češkoslovaška | London, Anglija |

| Poročilo tekme      | Poročilo tekme | Poročilo tekme | Poročilo tekme | Poročilo tekme |
| ------------------- | -------------- | -------------- | -------------- | -------------- |
| Začetek: ni podatka |                |                |                |                |

| 22. februar 1937 | Kanada | 13:1 | Francija | London, Anglija |

| Poročilo tekme      | Poročilo tekme | Poročilo tekme | Poročilo tekme | Poročilo tekme |
| ------------------- | -------------- | -------------- | -------------- | -------------- |
| Začetek: ni podatka |                |                |                |                |

##### Lestvica
OT-odigrane tekme, z-zmage, n-neodločeni izidi, P-porazi, DG-doseženo goli, PG-prejeti goli, GR-gol razlika, T-točke.
| # | Reprezentanca | OT | Z | N | P | DG | PG | GR  | T |
| - | ------------- | -- | - | - | - | -- | -- | --- | - |
| 1 | Kanada        | 3  | 3 | 0 | 0 | 21 | 1  | +20 | 6 |
| 2 | Nemčija       | 3  | 2 | 0 | 1 | 7  | 6  | +1  | 4 |
| 3 | Češkoslovaška | 3  | 1 | 0 | 2 | 9  | 6  | +3  | 2 |
| 4 | Francija      | 3  | 0 | 0 | 3 | 2  | 26 | -24 | 0 |

#### Skupina E
| 20. februar 1937 | Združeno kraljestvo | 3:0 | Švica | London, Anglija |

| Poročilo tekme      | Poročilo tekme | Poročilo tekme | Poročilo tekme | Poročilo tekme |
| ------------------- | -------------- | -------------- | -------------- | -------------- |
| Začetek: ni podatka |                |                |                |                |

| 20. februar 1937 | Poljska | 4:0 | Madžarska | London, Anglija |

| Poročilo tekme      | Poročilo tekme | Poročilo tekme | Poročilo tekme | Poročilo tekme |
| ------------------- | -------------- | -------------- | -------------- | -------------- |
| Začetek: ni podatka |                |                |                |                |

| 21. februar 1937 | Švica | 4:2 | Madžarska | London, Anglija |

| Poročilo tekme      | Poročilo tekme | Poročilo tekme | Poročilo tekme | Poročilo tekme |
| ------------------- | -------------- | -------------- | -------------- | -------------- |
| Začetek: ni podatka |                |                |                |                |

| 21. februar 1937 | Združeno kraljestvo | 11:0 | Poljska | London, Anglija |

| Poročilo tekme      | Poročilo tekme | Poročilo tekme | Poročilo tekme | Poročilo tekme |
| ------------------- | -------------- | -------------- | -------------- | -------------- |
| Začetek: ni podatka |                |                |                |                |

| 22. februar 1937 | Združeno kraljestvo | 5:0 | Madžarska | London, Anglija |

| Poročilo tekme      | Poročilo tekme | Poročilo tekme | Poročilo tekme | Poročilo tekme |
| ------------------- | -------------- | -------------- | -------------- | -------------- |
| Začetek: ni podatka |                |                |                |                |

| 22. februar 1937 | Švica | 1:0 | Poljska | London, Anglija |

| Poročilo tekme      | Poročilo tekme | Poročilo tekme | Poročilo tekme | Poročilo tekme |
| ------------------- | -------------- | -------------- | -------------- | -------------- |
| Začetek: ni podatka |                |                |                |                |

##### Lestvica
OT-odigrane tekme, z-zmage, n-neodločeni izidi, P-porazi, DG-doseženo goli, PG-prejeti goli, GR-gol razlika, T-točke.
| # | Reprezentanca       | OT | Z | N | P | DG | PG | GR  | T |
| - | ------------------- | -- | - | - | - | -- | -- | --- | - |
| 1 | Združeno kraljestvo | 3  | 3 | 0 | 0 | 19 | 0  | +19 | 6 |
| 2 | Švica               | 3  | 2 | 0 | 1 | 5  | 5  | 0   | 4 |
| 3 | Poljska             | 3  | 1 | 0 | 2 | 4  | 12 | -8  | 2 |
| 4 | Madžarska           | 3  | 0 | 0 | 3 | 2  | 13 | -11 | 0 |

### Zaključni boji

#### Boj za 5. do 8. mesto
| 25. februar 1937 | Madžarska | 5:1 | Francija | London, Anglija |

| Poročilo tekme      | Poročilo tekme | Poročilo tekme | Poročilo tekme | Poročilo tekme |
| ------------------- | -------------- | -------------- | -------------- | -------------- |
| Začetek: ni podatka |                |                |                |                |

| 26. februar 1937 | Češkoslovaška | 1:0 | Poljska | London, Anglija |

| Poročilo tekme      | Poročilo tekme | Poročilo tekme | Poročilo tekme | Poročilo tekme |
| ------------------- | -------------- | -------------- | -------------- | -------------- |
| Začetek: ni podatka |                |                |                |                |

| 26. februar 1937 | Češkoslovaška | 3:1 | Francija | London, Anglija |

| Poročilo tekme      | Poročilo tekme | Poročilo tekme | Poročilo tekme | Poročilo tekme |
| ------------------- | -------------- | -------------- | -------------- | -------------- |
| Začetek: ni podatka |                |                |                |                |

| 27. februar 1937 | Češkoslovaška | 0:0 | Madžarska | London, Anglija |

| Poročilo tekme      | Poročilo tekme | Poročilo tekme | Poročilo tekme | Poročilo tekme |
| ------------------- | -------------- | -------------- | -------------- | -------------- |
| Začetek: ni podatka |                |                |                |                |

##### Lestvica
OT-odigrane tekme, z-zmage, n-neodločeni izidi, P-porazi, DG-doseženo goli, PG-prejeti goli, GR-gol razlika, T-točke.
| # | Reprezentanca | OT               | Z                | N                | P                | DG               | PG               | GR               | T                |
| - | ------------- | ---------------- | ---------------- | ---------------- | ---------------- | ---------------- | ---------------- | ---------------- | ---------------- |
| 5 | Madžarska     | 2                | 1                | 1                | 0                | 5                | 1                | +4               | 3                |
| 6 | Češkoslovaška | 2                | 1                | 1                | 0                | 3                | 1                | +2               | 3                |
| 7 | Francija      | 2                | 0                | 0                | 2                | 2                | 8                | -6               | 0                |
| 8 | Poljska       | diskvalificirana | diskvalificirana | diskvalificirana | diskvalificirana | diskvalificirana | diskvalificirana | diskvalificirana | diskvalificirana |

#### Boj za 1. do 4. mesto
| 25. februar 1937 | Združeno kraljestvo | 2:0*** | Švica | London, Anglija |

| Poročilo tekme      | Poročilo tekme | Poročilo tekme | Poročilo tekme | Poročilo tekme |
| ------------------- | -------------- | -------------- | -------------- | -------------- |
| Začetek: ni podatka |                |                |                |                |

| 25. februar 1937 | Kanada | 5:0 | Nemčija | London, Anglija |

| Poročilo tekme      | Poročilo tekme | Poročilo tekme | Poročilo tekme | Poročilo tekme |
| ------------------- | -------------- | -------------- | -------------- | -------------- |
| Začetek: ni podatka |                |                |                |                |

| 26. februar 1937 | Švica | 6:0 | Nemčija | London, Anglija |

| Poročilo tekme      | Poročilo tekme | Poročilo tekme | Poročilo tekme | Poročilo tekme |
| ------------------- | -------------- | -------------- | -------------- | -------------- |
| Začetek: ni podatka |                |                |                |                |

| 26. februar 1937 | Združeno kraljestvo | 0:3 | Kanada | London, Anglija |

| Poročilo tekme      | Poročilo tekme | Poročilo tekme | Poročilo tekme | Poročilo tekme |
| ------------------- | -------------- | -------------- | -------------- | -------------- |
| Začetek: ni podatka |                |                |                |                |

| 27. februar 1937 | Kanada | 2:1** | Švica | London, Anglija |

| Poročilo tekme      | Poročilo tekme | Poročilo tekme | Poročilo tekme | Poročilo tekme |
| ------------------- | -------------- | -------------- | -------------- | -------------- |
| Začetek: ni podatka |                |                |                |                |

| 27. februar 1937 | Združeno kraljestvo | 5:0 | Nemčija | London, Anglija |

| Poročilo tekme      | Poročilo tekme | Poročilo tekme | Poročilo tekme | Poročilo tekme |
| ------------------- | -------------- | -------------- | -------------- | -------------- |
| Začetek: ni podatka |                |                |                |                |

##### Lestvica
OT-odigrane tekme, z-zmage, n-neodločeni izidi, P-porazi, DG-doseženo goli, PG-prejeti goli, GR-gol razlika, T-točke.
| # | Reprezentanca       | OT | Z | N | P | DG | PG | GR  | T |
| - | ------------------- | -- | - | - | - | -- | -- | --- | - |
| 1 | Kanada              | 3  | 3 | 0 | 0 | 10 | 1  | +9  | 6 |
| 2 | Združeno kraljestvo | 3  | 2 | 0 | 1 | 7  | 3  | +4  | 4 |
| 3 | Švica               | 3  | 1 | 0 | 2 | 7  | 4  | +3  | 2 |
| 4 | Nemčija             | 3  | 0 | 0 | 3 | 0  | 16 | -16 | 0 |

## Končni vrstni red
1. Kanada
2. Združeno kraljestvo
3. Švica
4. Nemčija
5. Madžarska
6. Češkoslovaška
7. Francija
8. Poljska
9. Norveška
10. Švedska
11. Romunija